# والتون گاگینز
والتون سندرز گاگینز جونیور (انگلیسی: Walton Sanders Goggins Jr.؛ زادهٔ ۱۰ نوامبر ۱۹۷۱) بازیگر آمریکایی است. او در مجموعه‌های تلویزیونی مختلفی از جمله موجه (۲۰۱۰–۲۰۱۵)، معاون‌های مدرسه (۲۰۱۶–۲۰۱۷)، جمستون‌های نیکوکار (۲۰۱۹–اکنون)، شکست‌ناپذیر (۲۰۲۱–اکنون) و فال‌اوت (۲۰۲۴–اکنون) بازی کرده است. او برای بازی در موجه نامزد دریافت جایزه امی ساعات پربیننده برای بهترین بازیگر مکمل مرد در مجموعه تلویزیونی درام شد.
گاگینز در فیلم کوتاه حسابدار (۲۰۰۱) که برنده جایزه اسکار شد بازی کرد و یکی از تهیه‌کنندگان آن بود. او همچنین در فیلم‌های بلندی مانند غارتگران (۲۰۱۰)، لینکلن، جنگوی زنجیرگسسته (هر دو در ۲۰۱۲)، هشت نفرت‌انگیز (۲۰۱۵)، دونده مارپیچ: علاج مرگ، مهاجم مقبره و مرد مورچه‌ای و زنبورک (همگی در ۲۰۱۸) بازی کرده است.

## اوایل زندگی
گاگینز در برمینگم، آلاباما زاده شد. مادرش جنت لانگ و پدرش والتون سندرز گاگینز سینیور بود. او در لیتیا اسپرینگز، جورجیا بزرگ و از دبیرستان لیتیا اسپرینگز فارغ‌التحصیل شد و به مدت سه سال در دانشگاه جنوبی جورجیا حاضر شد.

## گزیده فیلم‌شناسی
- همیشه جوان
- بچه کاراته‌کار بعدی
- حواری
- کلاغ: رستگاری
- ظهر شانگهای
- لذت سواری
- حسابدار
- خانه ۱۰۰۰ جسد
- هویت بورن
- سریعترین ایندین جهان
- معمار
- معجزه در سنت آنا
- غارتگران
- کابوی‌ها و بیگانگان
- سگ‌های پوشالی
- لینکلن
- جنگوی زنجیرگسسته
- جی. آی. جو: تلافی
- ماچته می‌کشد
- موهاوی
- هشت نفرت‌انگیز
- افراط آمریکایی
- موجه (مجموعه تلویزیونی)
- دونده مارپیچ: علاج مرگ
- مهاجم مقبره
- مرد مورچه‌ای و زنبورک
- موجودات بالدار
- پسر خودسر
- ناخوانده